# Bibliothèques de l'Université Columbia
Les bibliothèques de l'Université Columbia sont un système de bibliothèques de l'Université Columbia et est l'un des cinq principaux systèmes de bibliothèques universitaires en Amérique du Nord et fait partie des dix bibliothèques les plus importantes par le nombre de volumes. Avec 11,9 millions de volumes, plus de 160 000 revues et publications en série, ainsi que des ressources électroniques étendues, des manuscrits, des livres rares, des microformes, des cartes et du matériel graphique et audiovisuel, c'est la cinquième bibliothèque universitaire aux États-Unis et la plus grande bibliothèque académique de l'État de New York. Les services et les collections sont organisés en 21 bibliothèques et divers centres de technologie académique, y compris les centres affiliés. Le réseau emploie plus de 500 membres, personnel professionnel et de soutien, et est situé sur le campus universitaire de Morningside Heights à New York.

## Collection
Le système de bibliothèque de Columbia contient plus de 65 000 abonnements en série, près de six millions de microfilms, 26 millions de manuscrits, plus de 600 000 livres rares, plus de 100 000 vidéos et DVD et près de 200 000 documents gouvernementaux. La collection de la bibliothèque s'étendrait sur 174 miles de bout en bout et croît à un rythme de 140 000 documents par année. Le système attire plus de quatre millions de visiteurs par an. Le réseau participe au projet Google Livres.

## Les bibliothèques

### Bibliothèques de l'Université de Columbia
- Archives de l'Université de Columbia (Columbia University Archives)
- Bibliothèque d'architecture et des beaux-arts Avery (Avery Architectural & Fine Arts Library)
- Bibliothèque Burke de l'Union Theological Seminary (Burke Library at Union Theological Seminary)
- Bibliothèque Watson de commerce et d'économie (Watson Library of Business & Economics)
- Bibliothèque Butler (Butler Library)
- Bibliothèque d'Asie de l'Est C. V. Starr (C. V. Starr East Asian Library)
- Bibliothèque des sciences de la santé Augustus C. Long (Augustus C. Long Health Sciences Library)
- Bibliothèque de journalisme (Journalism Library)
- Bibliothèque de droit Arthur W. Diamond (Arthur W. Diamond Law Library)
- Bibliothèque des sciences sociales Lehman (Lehman Social Sciences Library)
- Bibliothèque de mathématiques (Mathematics Library)
- Bibliothèque de premier cycle Milstein (Milstein Undergraduate Library)
- Bibliothèque de musique et d'art Gabe M. Wiener (Gabe M. Wiener Music & Arts Library)
- Bibliothèque des livres rares et des manuscrits (Rare Book & Manuscript Library)
- Bibliothèque des sciences et de l'ingénierie (Science & Engineering Library)
- Bibliothèque de travail social (Social Work Library)
- Division des études mondiales (Global Studies)

### Bibliothèques affiliées
- Bibliothèque Barnard et services d'information académiques (Barnard Library & Academic Information Services), Barnard College
- Bibliothèque du séminaire de théologie juive (Jewish Theological Seminary Library), Jewish Theological Seminary of America
- Bibliothèque du Teachers College (Teachers College Library), Teachers College

## Établissement hors site
De plus, Columbia partage une installation située à l'extérieur de son campus à Plainsboro, dans le New Jersey, avec le Collectable Research Collections and Preservation Consortium (RECAP), qui comprend la bibliothèque publique de New York et le système de bibliothèque de l'université de Princeton.

## Bibliothèque commémorative Low
La bibliothèque commémorative Low, un bâtiment bien en vue du campus de Columbia, portant l'inscription « The Library of Columbia University », n'est plus une bibliothèque principale, mais plutôt le centre administratif de l'université. C'était la bibliothèque centrale de l'université des années 1890 jusqu'aux années 1930, quand, en raison du manque d'espace, elle a été supplantée par la bibliothèque Butler. La collection des archives de l'université Columbia, qui se trouvait autrefois dans la bibliothèque Low, est maintenant conservée à la bibliothèque des livres rares et des manuscrits, au 6e étage de la bibliothèque Butler.

## Prix administrés
Les bibliothèques de l'Université Columbia administrent plusieurs prix et récompenses annuels, y compris le prestigieux prix Bancroft remis pour un travail remarquable dans le domaine de l'histoire. Le réseau des bibliothèques administre également le prix Edward-M.-Kennedy qui honore l'amour d'Edward Kennedy pour le théâtre et son intérêt pour l'histoire des États-Unis.